# Stanley Waita
Stanley Waita (* 10. Oktober 1979 in Auki, Salomonen) ist ein ehemaliger salomonischer Fußballspieler und heutiger Trainer.

## Als Spieler

### Verein
Nach diversen Stationen in seiner Heimat spielte Waita auch für weitere Vereine auf den Fidschis, Neuseeland, Papua-Neuguinea sowie Vanuatu. Mit Hekari United gewann er 2010 die OFC Champions League und den nationalen Meistertitel. Auch ein Jahr später konnte er mit dem Amicale FC die vanuatischeische Meisterschaft gewinnen. 2013 beendete er dann seine aktive Spielerkarriere.

### Nationalmannschaft
Er ist einer der bekanntesten salomonischen Fußballspieler und bestritt für sein Land 31 Partien und traf dabei fünf Mal. Sein Debüt in der salomonischen A-Nationalmannschaft gab er am 23. Juni 2000 bei einer 0:6-Niederlage gegen Australien.

### Erfolge
- Papua-Neuguineischer Meister: 2010
- OFC-Champions-League-Sieger: 2010
- Vanuatuischer Meister: 2011

## Als Trainer
Von 2017 bis 2018 war der ehemalige Nationalspieler Übungsleiter verschiedener Auswahlmannschaften der Solomon Islands Football Federation. Seit 2020 trainiert Waita den neuseeländischen Verein Southern United, der in der National Football League of the Hapi Isles antritt.